# ÖBB 4130 sorozat
Az ÖBB 4130 sorozat egy osztrák Bo'Bo' tengelyelrendezésű villamosmotorvonat-sorozat. 1958-ban gyártotta az SGP. Összesen négy db készült a sorozatból.

## Története
A 4030.0-sorozatból egy olyan változat készült, amelyet a magas színvonalú gyorsvonati forgalom kiszolgálására szántak. Négy négykocsis motorvonatot építettek (4130.01-04, 7130.01-06, 7130.101-102, 6130.01-04), ennek megfelelően megnövelték a teljesítményt és a végsebességet. A vezérlőkocsiban konyhát helyeztek el, a motorkocsi első áramszedője a Svájci Szövetségi Vasutak (SBB-CFF-FFS) szabványának megfelelő keskeny konzollal volt felszerelve. A járművek többek között Wörthersee néven közlekedtek Klagenfurt és München között, 1958-tól pedig Transalpin néven a Bécs-Zürich összeköttetést biztosították. 1965-ben az ÖBB 4010 sorozat kiszorította őket ebből a szolgálatból. Ezt követően helyi és regionális szolgálatba álltak át, és az ÖBB 4030 sorozat szabványához igazították őket. A 4130.02-t eladták a Montafonerbahnnak, ahol 2003 őszéig állt szolgálatban. Ezt követően elárverezték.

## Felhasználási területek
- Külföldön (Németország, Svájc)
- Westbahn
- Villach
- Montafonerbahn